# Nazionale maschile di beach soccer della Nuova Zelanda
La nazionale di beach soccer della Nuova Zelanda rappresenta la Nuova Zelanda nelle competizioni internazionali di beach soccer.

## Rosa
Aggiornata a luglio 2007.
| N. |                          | Ruolo       | Calciatore       |
| -- | ------------------------ | ----------- | ---------------- |
| 1  | Nuova Zelanda (bandiera) | {{{ruolo}}} | Mitchell O'Brien |
| 2  | Nuova Zelanda (bandiera) | {{{ruolo}}} | Simon Eaddy      |
| 3  | Nuova Zelanda (bandiera) | {{{ruolo}}} | Joel Matthews    |
| 4  | Nuova Zelanda (bandiera) | {{{ruolo}}} | David Samson     |
| 5  | Nuova Zelanda (bandiera) | {{{ruolo}}} | Dean Johnston    |

| N. |                          | Ruolo       | Calciatore        |
| -- | ------------------------ | ----------- | ----------------- |
| 6  | Nuova Zelanda (bandiera) | {{{ruolo}}} | Mikael Munday     |
| 7  | Nuova Zelanda (bandiera) | {{{ruolo}}} | Stuart James Hogg |
| 8  | Nuova Zelanda (bandiera) | {{{ruolo}}} | Nathan Fry        |
| 9  | Nuova Zelanda (bandiera) | {{{ruolo}}} | Michael Gwyther   |
| 10 | Nuova Zelanda (bandiera) | {{{ruolo}}} | Daniel Ellensohn  |